# Syneora praecisa
Syneora praecisa är en fjärilsart som beskrevs av Turner 1917. Syneora praecisa ingår i släktet Syneora och familjen mätare. Inga underarter finns listade i Catalogue of Life.